# Svaly končetin člověka
Svaly horní končetiny člověka tvoří svaly ramenní, svaly paže, předloketní svaly (ohybače a natahovače ruky a prstů) a svaly ruky (jemné pohyby prstů, především palce).
Svaly dolní končetiny člověka tvoří svaly kyčelního kloubu (hýžďové svaly), stehenní svaly (čtyřhlavý stehenní sval, přitahovače stehna, ohybače bérce a natahovače v kyčelním kloubu), bércové svaly (natahovače a ohybovače prstů a nohy) a svaly nohy (udržení nožní klenby společně se svaly bérce).
Sval (musculus) je orgán, jehož funkcí je umožnění aktivního pohybu člověka nebo jeho části. Sval je tvořen především svalovou tkání.

## Svaly horní končetiny

### Svaly ramene
Svaly funkčně navazují na svaly hrudníku a zádové svaly. Vlastní svaly ramene začínají na kostech lopatkového pletence a upínají se na pažní kost. Z těchto svalů má pro horní končetinu mimořádný význam deltový sval (m. deltoideus). Svým tlakem udržuje hlavici pažní kosti v kloubní jamce na lopatce, a zabezpečuje tak základní funkce ramenního kloubu.

### Svaly paže
V přední skupině jsou ohybače předloktí a ohybače loketního a ramenního kloubu. Svaly zadní skupiny napínají předloktí, jsou natahovači v ramenním a loketním kloubu.

## Svaly dolní končetiny

### Svaly kyčle
Kyčelní svaly jsou obdobou svalů ramenního kloubu. Zadní svalovou skupinou vytvářejí velmi silné hýžďové svaly, zvláště mohutný je velký hýžďový sval (m. glutaeus maximus).

### Svaly stehna
Nejmohutnějším reprezentantem přední skupiny svalů je natahovač (extenzor) kolenního kloubu a ohybač (flexor) v kyčelním kloubu - čtyřhlavý stehenní sval (m. quadriceps femoris). Vnitřní skupinu tvoří svaly přitahující (addukující) dolní končetinu a provádějící tak přinožení stehna a dolní končetiny. Svaly na zadní ploše stehna ohýbají (flektují) bérec a pomáhají při natažení (extenzi) celé dolní končetiny v kyčelním kloubu.